# Verrerie Charbonneaux
Pour les articles homonymes, voir Charbonneaux.
La Verrerie Charbonneaux est, à l'origine, une entreprise familiale de verrerie de la région de Reims. Après avoir fait partie du groupe Boussois-Souchon-Neuvesel, puis de BSN Glasspack, elle est aujourd'hui filiale d'Owens-Illinois.

## Historique

### Création
Très liée au monde du vignoble, la famille Charbonneaux s'orienta vers la production de bouteilles après 1870, alors que la demande était forte chez les producteurs de vin de champagne. Pol Charbonneaux (1845-1920) et Firmin Charbonneaux(1830-1899), cousins de parenté, fondent la première usine en 1870 au lieu-dit Pont-Huon, à Reims. Le site de la verrerie de Reims est à proximité du canal de l'Aisne à la Marne. 
La verrerie de Reims fut construite entre 1870 et 1872 pour fabriquer des bouteilles. 
Le premier four à bassin continu, de marque Siemens, fut introduit en 1876. Dix millions de bouteilles furent produites en 1882. 
En 1892, avec quatre fours Siemens, l'usine Charbonneaux était l’une des mieux équipées de France. La fabrication d'isolateurs en verre commença en 1906. Elle produisait des isolateurs électriques et téléphoniques en verre pressé-moulé et surtout des bouteilles champenoises (verre épais capable de résister à une pression importante). En 1907, la verrerie employait 1 198 personnes et produisait douze à treize millions de bouteilles standards dite champenoise.

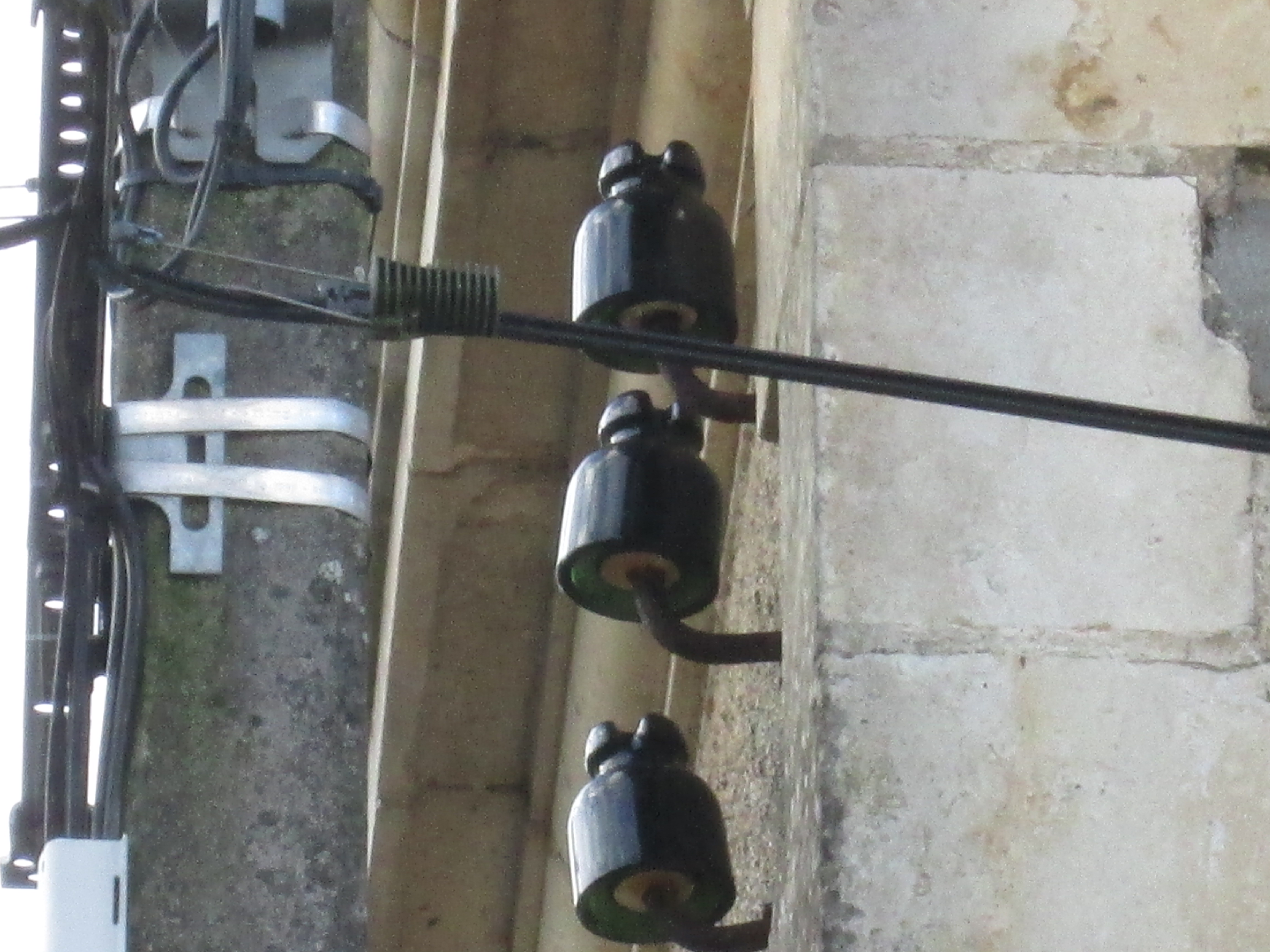
IsolateursIsorex ayant été fabriqués dans les verreries de Reims.

Émile Charbonneaux, fils de Firmin et neveu de Pol, dirigea l'entreprise à partir du début du XXe siècle. Il la modernisa et porta la partie industrielle à 50 000 m2 avec 1 198 employés.

### Première Guerre mondiale

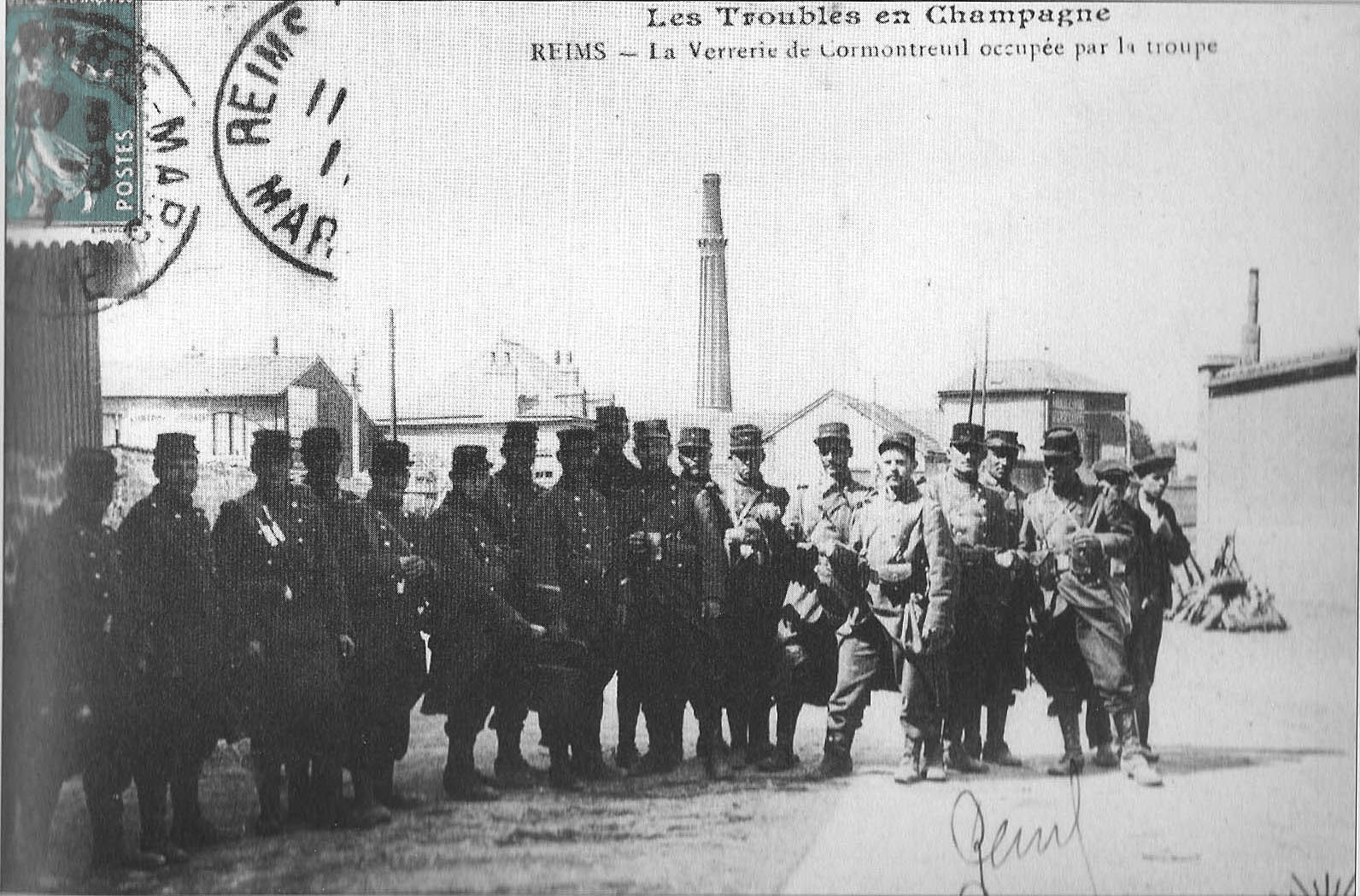
La verrerie défendue par l'armée pendant la Révolte des vignerons de la Champagne en 1911

Pendant la Première Guerre mondiale, la ville de Reims était assiégée. Emile Charbonneaux était adjoint au maire, chargé du ravitaillement.  La verrerie Charbonneaux continua ses activités malgré l'évacuation d'une partie de son personnel. Emile Charbonneaux s'associa avec les dirigeants de la Verrerie de Saint-Léger-des-Vignes afin d'alimenter le sud de la France en bouteilles. L'usine de Reims fut en partie détruite pendant la Première Guerre mondiale et reconstruite quelques années plus tard. 

### Reprise de l'activité après la Première Guerre mondiale
Après 1918, l'usine de Reims fut reconstruite et la production automatisée.
Six fours à bassin fonctionnaient dans l'usine en 1921. La machine Boucher, adaptée à la fabrication des bouteilles champenoises, fut utilisée de 1923 à 1933 ; le soufflage à la canne disparut en 1932.
Vers 1933, les machines de la « Verreries de Courcy et de Loivre réunis - Givelet et Cie » qui cesse son activité, furent démontés et remontées à la verrerie Charbonneaux à Reims (voir parargraphe).
En 1954, l'usine s'équipa de six machines Lynch. Elle inaugura le plus grand four d'Europe en 1963. 
En 1959, après la fusion entre Electro-Verre et Charbonneaux, la société prit le nom de Sediver pour la fabrication d'isolateurs en verre. 
La verrerie Charbonneaux fusionna avec Souchon Neuvesel en 1962. 
L'usine appartient à BSN depuis 1966. La société s'intitule BSN depuis 1983. Le four 1 est arrêté la même année et l'usine ne fonctionne alors plus qu'avec deux fours.

## Parc de logement
Dès son installation, la verrerie possédait un très grand parc de logements. En 1947, 700 ouvriers étaient employés chez Charbonneaux.
Emile Charbonneaux bâtit une cité de logements pour ses ouvriers. À la veille de la Première Guerre mondiale, la cité ouvrière et ses jardins totalisaient 70 000 m2.

## Verreries de Courcy et de Loivre

### Verrerie de Loivre
En 1853, deux frères, Eugène-Louis et son frère Gabriel-Alfred de Bigault de Granrut, achètent le domaine des Fontaines, à Loivre, château et fermes et édifièrent en bordure du canal de l’Aisne une verrerie pour répondre au marché des bouteilles de Champagne. Cette verrerie se substituera pour partie à celles qu’ils possèdent en Argonne (Les Senades, la Hazarée, le Neufour, les Islettes et du Four de Paris). La verrerie de Loivre est entièrement détruite pendant la guerre 1914-1918. Charles de Grandrut, fils d'Eugène-Louis, n'a pas l'intention de reconstruire la verrerie de Loivre. 
Pierre Givelet rachète, à Charles de Grandrut, le fonds de commerce et les dommages de guerre afférents et reconstruit l'usine à Courcy vers 1920. La société prit le nom de « Verreries de Courcy et de Loivre réunis - Givelet et Cie ».

### Verrerie de Courcy
La première verrerie de Courcy date de 1875. Entièrement détruite pendant la Première Guerre mondiale, la verrerie de Courcy (Marne) fut reconstruite sous le nom de « Verreries de Courcy et de Loivre réunis - Givelet et Cie » entre la voie ferrée et le canal, toujours à Courcy, vers 1920. Emile Charbonneaux devint le nouveau président du Conseil de surveillance. À la suite de la crise économique de 1929-1930, l'activité cessa en 1933. Les machines furent démontés et remontées à la verrerie Charbonneaux à Reims qui en avait repris l'actif et le passif.

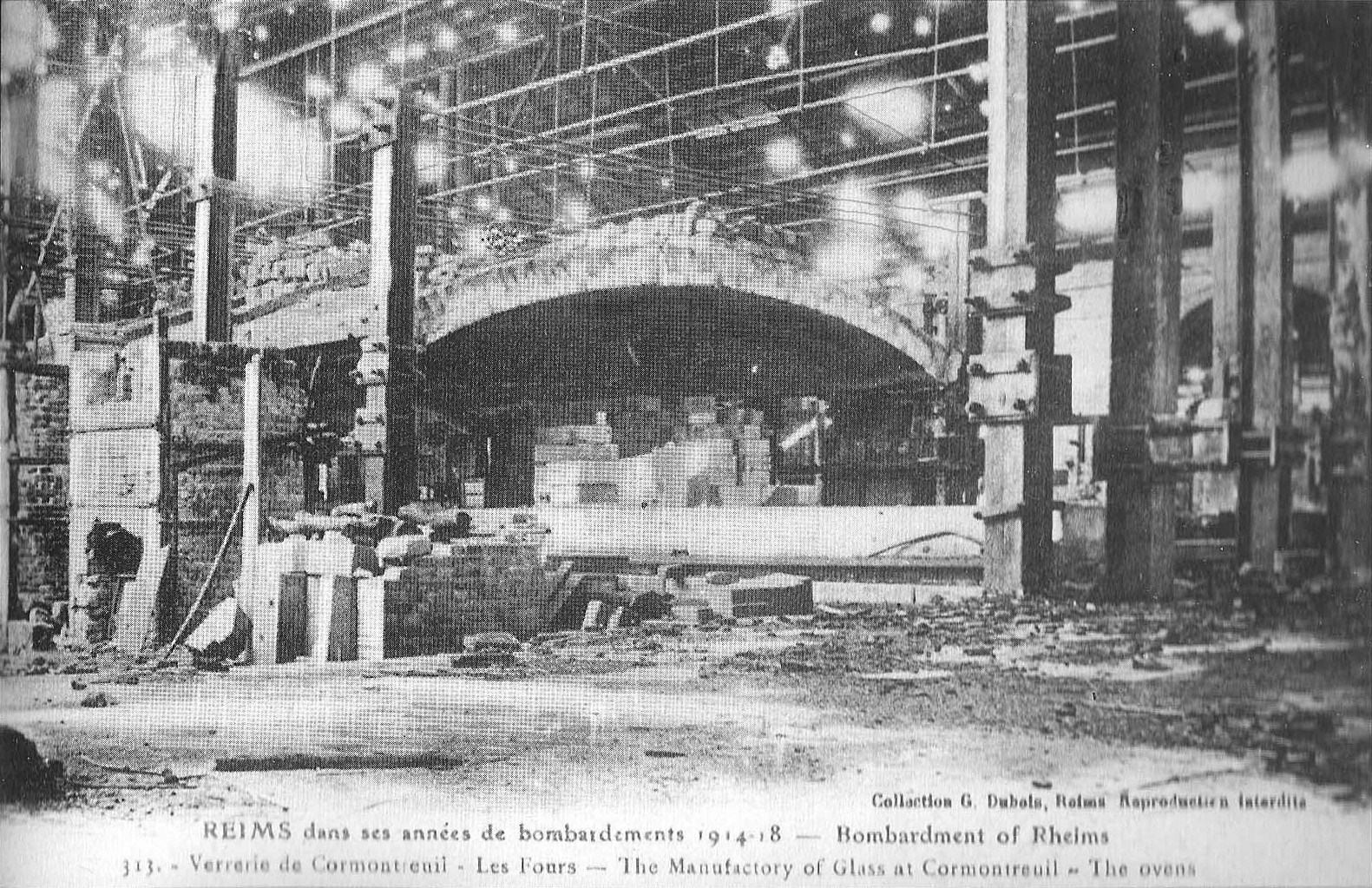
Destructions de la Guerre, elle est aussi intitulée Verrerie de Cormontreuil

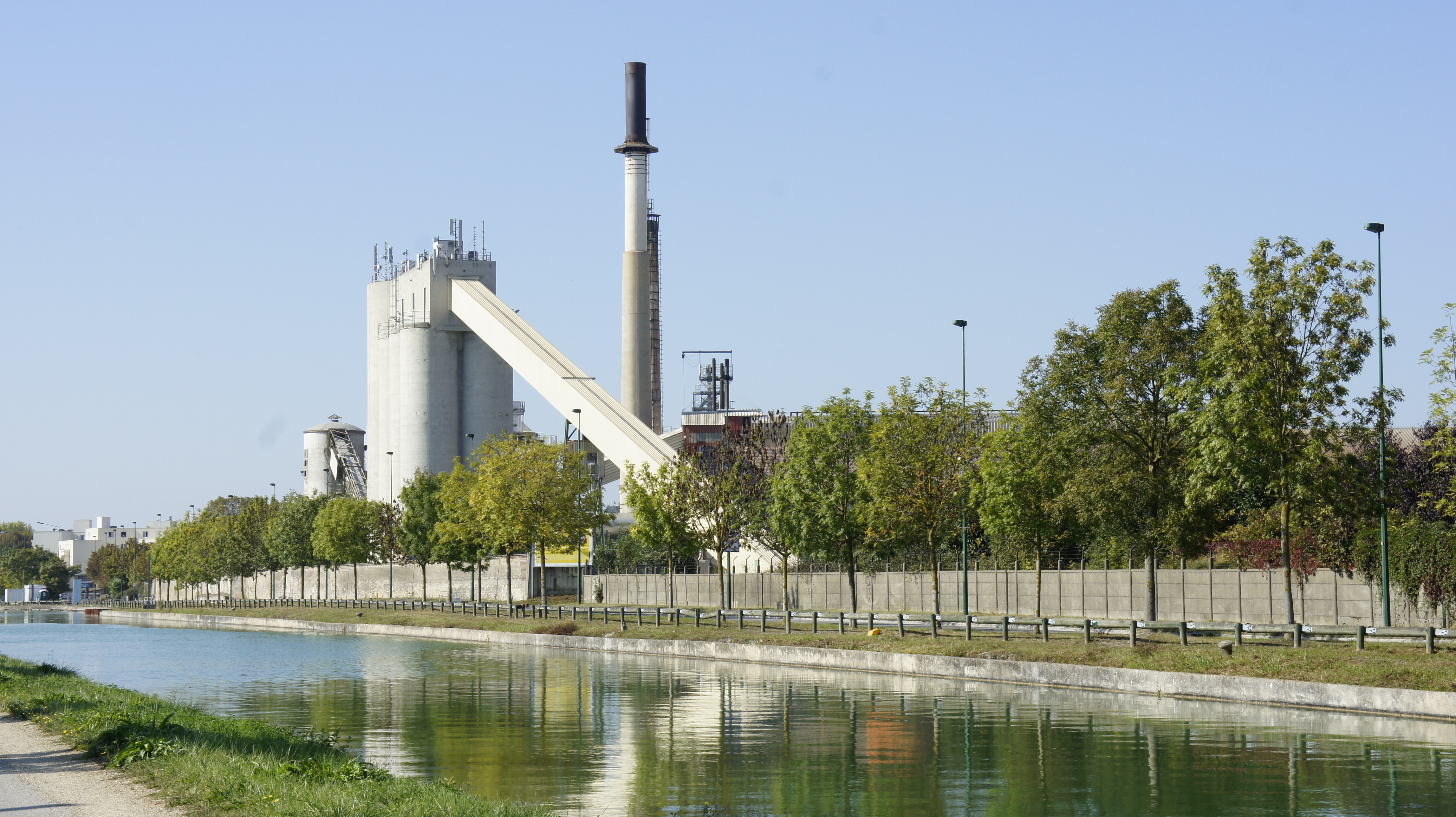
Verrerie le long du canal de l'Aisne à la Marne

## Notes et références

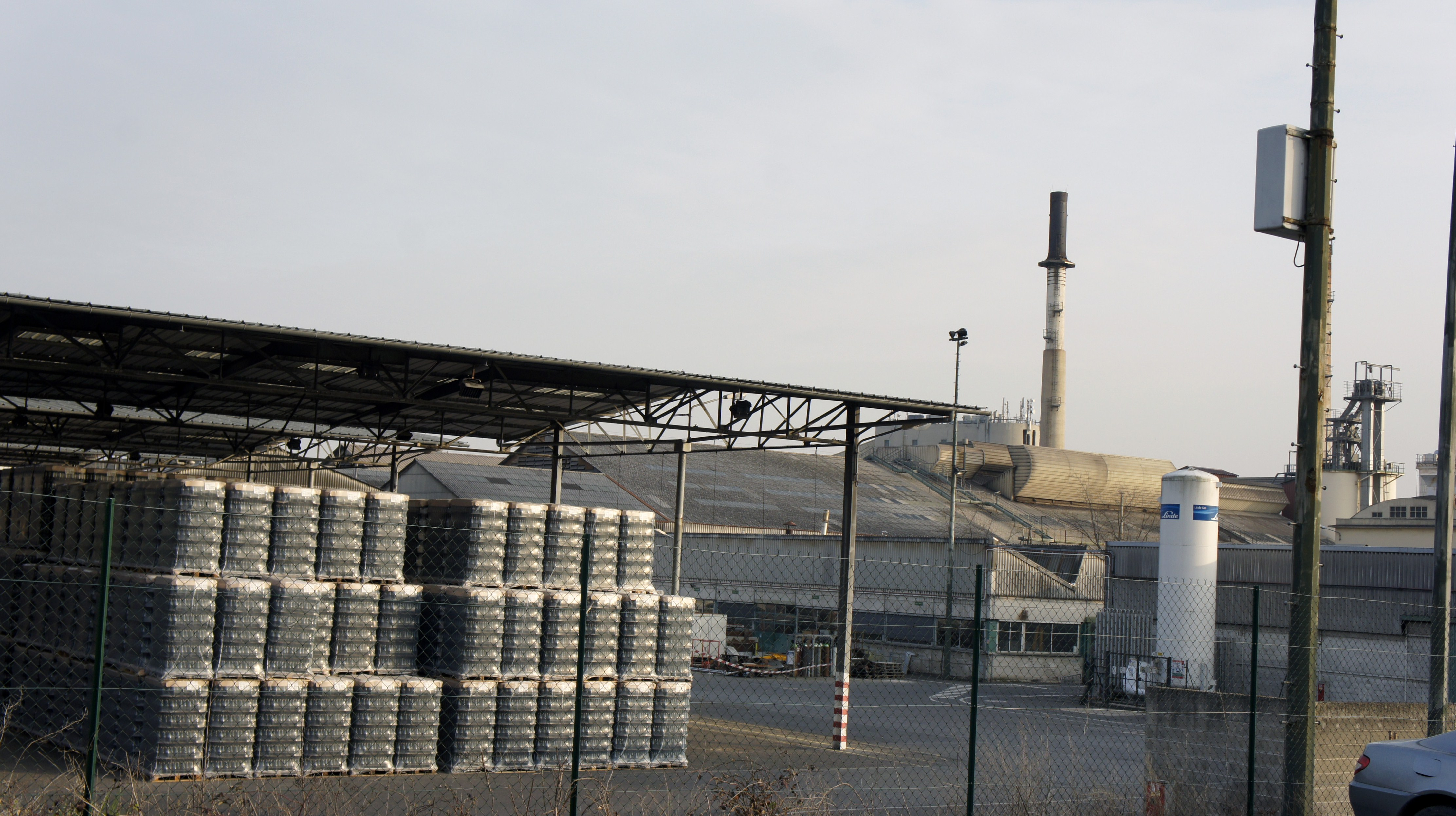
la cour de la verrerie, le four ouvert et la cheminée de l'entreprise